# Schlacht um Den Haag
Schlacht um die Niederlande

Maastricht – Mill – Den Haag – Rotterdam – Zeeland – Grebbeberg – Afsluitdijk – Bombardierung von Rotterdam
Invasion von Luxemburg

Schusterlinie
Schlacht um Belgien

Fort Eben-Emael – K-W-Linie – Dyle-Plan – Hannut – Gembloux – Lys
Schlacht um Frankreich

Ardennen – Sedan – Maginot-Linie – Weygand-Linie – Arras – Boulogne – Calais – Dünkirchen (Dynamo – Wormhout) – Abbeville – Lille – Paula – Fall Rot – Aisne – Westalpen – Cycle – Saumur – Lagarde – Aerial – Fall Braun
Die Schlacht um Den Haag (niederländisch: Slag om Den Haag) fand am 10. Mai 1940 im Verlauf des Überfalls auf die Niederlande, Belgien und Luxemburg im Westfeldzug der Wehrmacht im Zweiten Weltkrieg statt. Deutsche Fallschirmjäger sprangen über Den Haag und Umgebung ab, um niederländische Flugplätze und die Stadt selbst einzunehmen.
Nachdem ein Brückenkopf gesichert werden konnte, erwartete die deutsche Seite die rasche Kapitulation der Niederländer. Dieses Ziel wurde jedoch nicht erreicht, da die Wehrmachtseinheiten die erreichten Geländegewinne nicht halten konnten, nachdem neu gruppierte niederländische Kräfte zu Gegenangriffen angetreten waren. Einzelne Gruppen deutscher Truppen unter Führung von Hans von Sponeck wichen in die nahegelegenen Dünen aus, wo sie fünf Tage ständig verfolgt und angegriffen wurden, bis der niederländische Oberbefehlshaber Henri Winkelman sich gezwungen sah, angesichts schwerer Rückschläge an anderen Fronten  zu kapitulieren.

## Hintergrund
Der deutsche Angriffsplan (Deckname Fall Festung) sollte die Niederländer überraschend treffen und die Armeeführung von den Truppen abschneiden. Beabsichtigt war, die Niederlande mit Transportmaschinen der Luftwaffe zu überfliegen und einen Angriff auf Großbritannien vorzutäuschen. Über der Nordsee sollte gewendet werden, um den Angriff auf die Flugplätze Ypenburg, Ockenburg und Valkenburg von See aus zu führen und so die niederländische Verteidigung vor dem eigentlichen Angriff auf Den Haag zu schwächen. Nach diesen Operationen rechnete man damit, dass Königin Wilhelmina der Niederlande und ihr Oberbefehlshaber des Heeres, General Henri Winkelman, mit einer Kapitulation einverstanden sein würden. Anderenfalls sah der deutsche Plan es vor, die wichtigsten Verbindungsstraßen von und nach Den Haag zu sperren und so jeden Gegenangriff unmöglich zu machen. Eines der wichtigsten Ziele der deutschen Seite war die Gefangennahme der Königin und der niederländischen Regierung.

## 10. Mai 1940

### Deutsche Invasion

Bombardierungen von Kasernen des Heeres und Luftlandeoperationen

Wie geplant flog die Luftwaffe in den frühen Morgenstunden des 10. Mai über die Niederlande in Richtung Britische Inseln. Anstatt aber die Dienststellen in Den Haag damit irrezuführen, wurden diese durch den Überflug eher alarmiert.
Eine zweite Gruppe deutscher Flugzeuge flog Den Haag direkt an und bombardierte um 04:00 Uhr die New Alexander Kaserne und das benachbarte Waalsdorp Armeelager, wobei 66 bzw. 58 Mann zu Tode kamen.
Die Hauptangriffsgruppe drehte über der Nordsee um und bombardierte den Flugplatz Ypenburg um ca. 04:15 Uhr. Unmittelbar danach begann der Absprung der Fallschirmjäger aus den Transportmaschinen in mehreren Wellen. Niederländisches Maschinengewehrfeuer sorgte für Verluste und störte so die Landung. Viele Flugzeuge waren zu Notlandungen gezwungen und wurden dabei oder direkt durch den Gegner beschädigt. Trotz der heftigen Gegenwehr gelang es den deutschen Angreifern, das Hauptgebäude des Flughafens zu nehmen und dort die deutsche Flagge zu hissen. Den Niederländern gelang es jedoch, weitere Vorstöße der Angreifer Richtung Den Haag unmöglich zu machen.
Ungefähr gleichzeitig sprangen deutsche Truppen über dem Flugfeld bei Ockenburg ab. Die Verteidiger konnten es hier nicht verhindern, dass das Flugfeld genommen wurde, verzögerten dieses aber so sehr, dass eigene Verstärkungen herangeführt werden konnten. Diese verhinderten wiederum einen schnellen deutschen Vormarsch auf Den Haag. Um die Nutzung des Flugfelds durch die deutsche Angreifer zu verhindern, bombardierten es die Niederländer nun selbst und machten es für die Landung weiteren deutschen Nachschubs unbrauchbar.

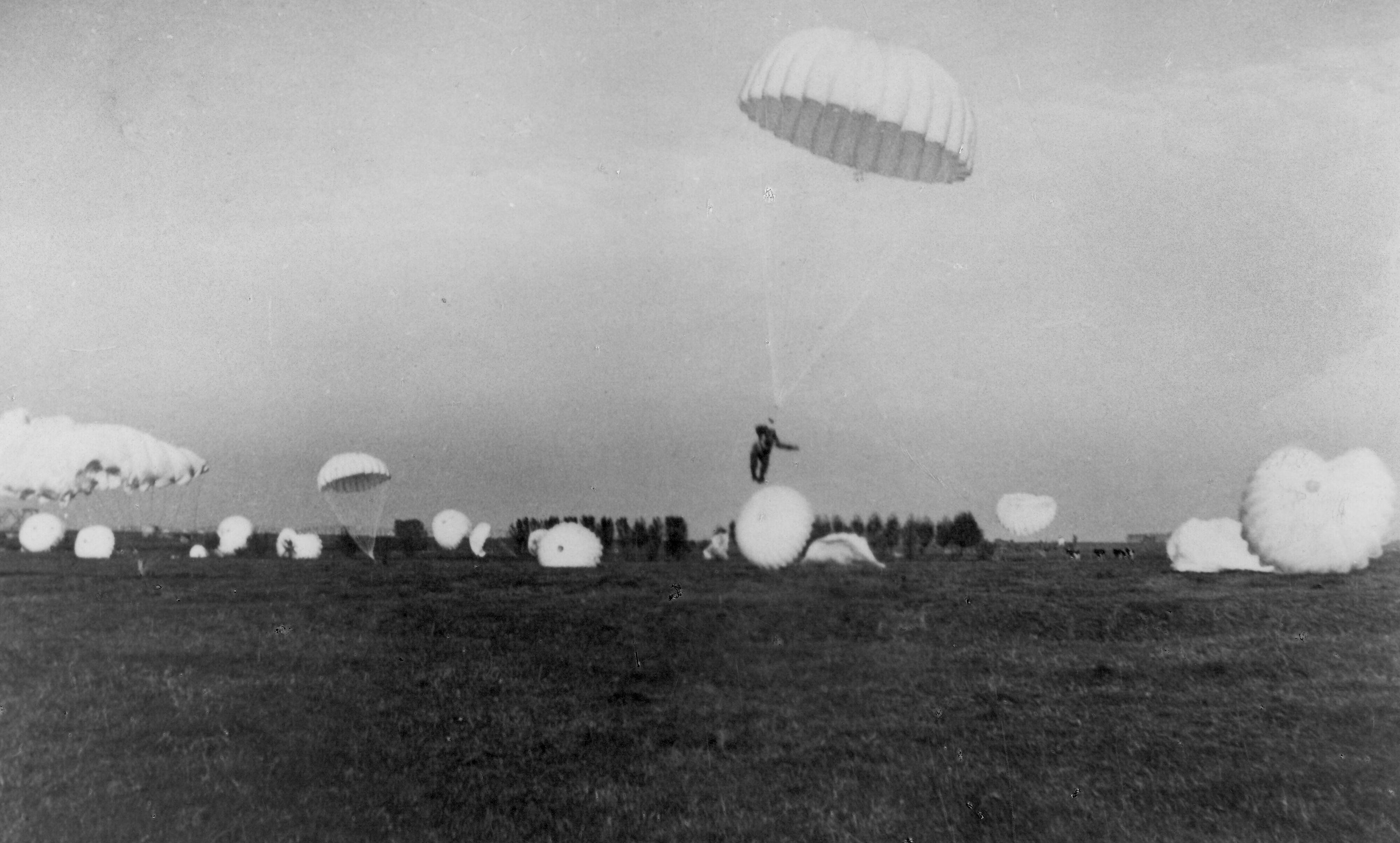
Deutsche Fallschirmjäger landen auf dem Flugfeld Ockenburg, 10. Mai 1940

Das Flugfeld von Valkenburg war zur Zeit des Angriffs nur teilweise ausgebaut. Wie in Ypenburg bombardierte die Luftwaffe, bevor Truppen aus der Luft abgesetzt wurden. Es kam zu heftigen Verlusten auf niederländischer Seite. Obwohl auch mehrere Wellen der Fallschirmspringer deutlich dezimiert wurden, fiel das Flugfeld rasch in die Hand der Angreifer. Allerdings war wegen des unfertigen Ausbaus und der Bombardierung von Valkenburg keine Starts möglich, was es auch unmöglich machte, hier weitere Truppen einzufliegen. Viele deutsche Maschinen wichen für die Landung auf die nahe gelegenen Strände aus, wo sie erhebliche Verluste durch niederländische Luftangriffe und Beschießung durch den niederländischen Zerstörer HNLMS Van Galen hinnehmen mussten.
Nach einer Reihe von kleineren Gefechten konnten deutsche Einheiten das Dorf Valkenburg und auch einige Brücken und Gebäude in Katwijk am Oude Rijn einnehmen.

### Niederländische Gegenoffensive
Der Gegenangriff der niederländischen Streitkräfte setzte nach einigen Stunden in Ypenburg an. Obwohl es der Wehrmacht gelungen war, alle drei Flugplätze zu nehmen, hatte sie ihr wesentliches Ziel, nämlich die Einnahme der Stadt Den Haag, verfehlt. Obwohl in der Unterzahl und abhängig von erbeuteter Munition, konnten die Gardegrenadiere (niederländisch: Garderegiment Grenadiers) sich in Positionen vorkämpfen, aus denen aussichtsreicher Artilleriebeschuss der besetzten Flughäfen möglich war. Die Wehrmachtstruppen wurden gezwungen, die in Brand geschossenen Baulichkeiten aufzugeben und somit wichtige Defensivstellungen zu verlassen. Es gelang den Grenadieren, das Flugfeld Ypenburg wieder einzunehmen  und zahlreiche Gefangene zu machen.

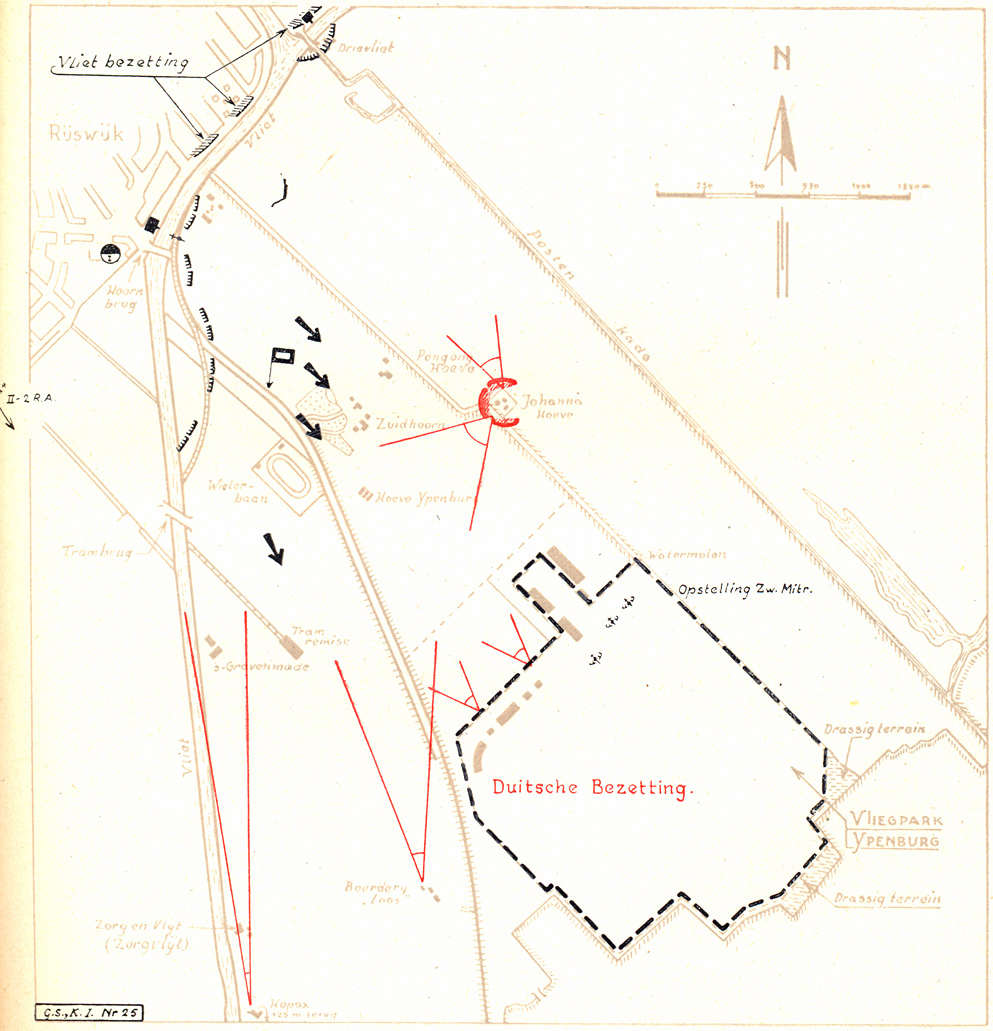
Der niederländische Gegenangriff bei Ypenburg

4 niederländische mittlere Bombenflugzeuge Fokker T.Vs griffen den Flugplatz Ockenburg an und zerstörten dort abgestellte Junkers Ju 52 Maschinen der Luftwaffe. Es folgte ein Angriff niederländischer Bodentruppen, der die deutschen Einheiten zum Rückzug zwang. Nur einem kleineren Trupp Deutscher gelang es, sich in einem Waldstück festzusetzen; von dort aus gelang es, weitere niederländische Vorstöße zu vereiteln. Durch Umorientierung der Niederländer in Richtung Loosduinen konnten sich die restlichen Deutschen in Richtung Rotterdam absetzen.
Nachdem die Niederländer Leiden und Wassenaar abgeriegelt hatten, eroberten sie die wichtige Brücke bei Valkenburg zurück. Nach Eintreffen von Verstärkung setzten sie den Kampf mit den noch vorhandenen deutschen Truppen fort. Auch niederländische Bombenflugzeuge konnten weitere Transportmaschinen der Luftwaffe am Boden zerstören. Gegen 17:30 Uhr hatten die niederländischen Kräfte die Lage unter Kontrolle und die Wehrmacht war auf ein benachbartes Dorf zurückgeworfen.

## Folgen
Die verbliebenen deutschen Truppen waren in den Dünen verstreut. 1.600 Mann waren in Gefangenschaft geraten, 1.200 davon wurden in Kriegsgefangenenlager nach Großbritannien verbracht.
General von Sponeck wurde befohlen, am Angriff auf Rotterdam teilzunehmen. Auf der Fahrt dorthin musste von Sponeck zweimal niederländischen Hinterhalten entgehen. Er war schließlich angesichts heftiger Gegenwehr gezwungen, sich mit 1.100 Mann in Deckung zu begeben und konnte der Gefangennahme nur dank der massiven Luftwaffenangriffe auf Rotterdam am 14. Mai entgehen.
Die Königin der Niederlande und die Regierung konnten nach Großbritannien gelangen.
Bei 515 niederländischen Gefallenen und einem bei dem Angriff auf Ockenburg abgeschossenem Bombenflugzeug lagen die deutschen Verluste wesentlich höher: 400 Gefallene, 700 Verwundete, 1.745 Gefangene, 182 Flugzeuge verloren. Die Luftwaffe konnte den Verlust an Junkers Ju 52 Transportkapazität für Luftlandeunternehmen lange nicht wieder ausgleichen.